# André Clovis
André Clovis Silva Filho (San Paolo, 21 novembre 1997) è un calciatore brasiliano, attaccante dell'Académico de Viseu.

## Caratteristiche tecniche
È un centravanti.

## Carriera
Debutta fra i professionisti il 22 maggio 2016 con la maglia del Guaratinguetá in occasione dell'incontro di Série C perso 4-0 contro il Guarani.

## Statistiche
Statistiche aggiornate al 29 agosto 2021.

### Presenze e reti nei club
| Stagione        | Squadra         | Campionato      | Campionato | Campionato | Coppe nazionali | Coppe nazionali | Coppe nazionali | Coppe continentali | Coppe continentali | Coppe continentali | Altre coppe | Altre coppe | Altre coppe | Totale | Totale | Totale |
| Stagione        | Squadra         | Comp            | Pres       | Reti       | Comp            | Pres            | Reti            | Comp               | Pres               | Reti               | Comp        | Pres        | Reti        | Pres   | Reti   |        |
| --------------- | --------------- | --------------- | ---------- | ---------- | --------------- | --------------- | --------------- | ------------------ | ------------------ | ------------------ | ----------- | ----------- | ----------- | ------ | ------ | ------ |
| 2016            | Guaratinguetá   | A1/SP+C         | 19+8       | 9+4        | CB              | 0               | 0               |                    | -                  | -                  |             | -           | -           | 27     | 13     |        |
| 2017            | Internacional   | PD/RS+B         | 0          | 0          | CB              | 0               | 0               |                    | -                  | -                  | PL          | 1           | 0           | 1      | 0      |        |
| 2017-2018       | Portimonense    | PL              | 1          | 0          | CP+CdL          | 0               | 0               |                    | -                  | -                  |             | -           | -           | 1      | 0      |        |
| 2018-2019       | Leixões         | LdH             | 15         | 3          | CP+CdL          | 0               | 0               |                    | -                  | -                  |             | -           | -           | 15     | 3      |        |
| 2019-2020       | Leixões         | LdH             | 1          | 1          | CP+CdL          | 0               | 0               |                    | -                  | -                  |             | -           | -           | 1      | 1      |        |
| 2020-2021       | Estoril Praia   | LdH             | 26         | 5          | CP+CdL          | 2+0             | 2+0             |                    | -                  | -                  |             | -           | -           | 28     | 7      |        |
| 2021-2022       | Estoril Praia   | PL              | 4          | 0          | CP+CdL          | 0+2             | 0               |                    | -                  | -                  |             | -           | -           | 6      | 0      |        |
| Totale carriera | Totale carriera | Totale carriera | 74         | 22         |                 | 4               | 2               |                    | -                  | -                  |             | 1           | 0           | 79     | 24     |        |